# کارین ریباین
کارین ریباین (با نام خانوادگی کارین ردیسک؛ زادهٔ ۳۰ مارس ۱۹۴۹ میلادی در آوریش) یک سوارکار زن درساژ اهل کشور آلمان است. وی بیشتر موفقیتهای ورزشی خود را به همراه نریانش به نام دونرهرال بدست آورده‌است.

## پیشه
کارین ریباین متولد آوریش در فریزلند شرقی است. وی نخستین تجربهٔ سوارکاری خود را در هامبورگ داشته‌است. اولین موفقیت او در سن ۱۲ سالگی و در رشتهٔ درساژ بوده‌است. در سن ۲۱ سالگی او موفق شد قهرمانی هامبورگ را بدست بیاورد.